# Sendhil Mullainathan
Sendhil Mullainathan est professeur d'économie à l'Université de Chicago. Il a été engagé à Harvard en 2004 après avoir passé six ans au Massachusetts Institute of Technology (MIT), d'abord comme professeur assistant, puis comme professeur titulaire. Depuis le 11 mai 2011, il est directeur adjoint à la recherche du « Bureau de la protection financière du consommateur » créé en vertu de titre X de la réforme Dodd-Frank Wall Street et la Loi sur la protection du consommateur.
Il est spécialisé dans l'économie comportementale, la finance d'entreprise et l'économie du développement.

## Biographie
Sendhil Mullainathan est né dans un petit village agricole en Inde et a déménagé dans la région de Los Angeles à l'âge de sept ans. Il a reçu son baccalauréat universitaire en informatique, en mathématiques et en économie de l'Université Cornell en 1993 où il suit notamment les cours de Richard Thaler, un spécialiste de finance comportementale. Il obtient son doctorat en économie de l'Université Harvard en 1998. Il est cofondateur du Abdul Latif Jameel Poverty Action Lab et, plus récemment du think-tank Ideas42.

## Recherches
Un document[Lequel ?] fait avec les coauteurs (Marianne Bertrand, Dean Karlan, Eldar Shafir et Jon Zinman) montre des facteurs psychologiques pouvant avoir des effets importants, même dans les grandes décisions. Ils envoient des lettres offrant un prêt aux clients d'une banque en Afrique du Sud. Ces lettres sont parfois aléatoirement modifiée pour inclure des changements psychologiques importants.
Ils constatent que ces petits changements peuvent avoir le même impact sur la demande placée de l'emprunt que la chute du taux d'intérêt de 2 % à 5 %. Ces effets importants soulèvent de sérieuses questions sur ce qui motive réellement les décisions et si le modèle économique est une bonne approximation.
En décembre 2007, un article dans le Quarterly Journal of Economics', rédigé conjointement avec Marianne Bertrand, Siméon Djankov et Rema Hanna, montre des études sur la corruption pour l'obtention de permis de conduire à Delhi, en Inde. En moyenne, les particuliers paient environ deux fois le montant officiel pour obtenir une licence et peu de gens passent le test légalement pour le permis de conduire, ce qui entraîne de nombreux conducteurs non qualifiés. L'ampleur des distorsions dans l'allocation des licences augmente avec les citoyens qui sont prêts à payer pour les licences. Ces résultats appuient l'idée que la corruption ne se contente pas de tenir compte des transferts des citoyens aux fonctionnaires, mais qu'il fausse l'affectation. L'étude montre aussi que les mesures anti-corruption partiels n'ont qu'un impact limité parce que les personnes s'adaptent à ce nouvel environnement,.

## Source
- (en) Cet article est partiellement ou en totalité issu de l’article de Wikipédia en anglais intitulé « Sendhil Mullainathan » (voir la liste des auteurs).